# Cabal Online
Cabal Online (кор. 카발 온라인) — многопользовательская ролевая 3D онлайн-игра, разработанная южно-корейской компанией ESTsoft. Различные версии игры выпущены для разных стран. Несмотря на то, что сама игра Кабал Онлайн является бесплатной, внутри игры существует «Магазин», позволяющий игрокам покупать различные игровые предметы и бонусы за реальные деньги.

## Игровой процесс
Как и в большинстве MMORPG-игр, основная задача в игре — убийство монстров. За расправу над ними даются очки опыта и опыт навыков. При накоплении определенного количества очков опыта вы переходите на более высокий уровень. Опыт навыков позволяет улучшать необходимые боевые умения.
Игроки могут объединяться в группы (максимально — 7 участников), при этом опыт каждого игрока добавляет также опыта другим членам команды.

## Игровое пространство
Мир Кабала разделен на несколько отдельных областей (карт). На первых уровнях игрокам доступны лишь три карты, переход между которыми осуществляется через специальные врата, но по мере развития открываются все новые и новые области. В игре присутствуют подземелья, где необходимо выполнять определенные задачи.

## Персонажи и специальности
Игрок может выбрать одну из девяти основных игровых специальностей:

### Некромант
Новый класс в игре. Использует силу воскрешения мёртвых для убийства своих врагов. Имеет мощный боевой режим «Гримуар».

### Штурмовик
В качестве оружия использует астральную пушку. Боевой режим 2 представляет собой мощный пулемет. Во время ведения боя предпочитает использовать высокие технологии.

### Гладиатор
Использует одноручные чакрамы в качестве оружия, является чем-то средним между воином и ассасином, для того чтобы наносить сокрушительные удары использует очки ярости, которые копит в течение битвы.

### Воин
Предпочитает двуручные мечи и дайкатаны, обладает большим количеством умений, усиливающих его атаку. Хороший класс как для PvP, так и для PvE.

### Стрелок
Стрелок тот же маг только на расстоянии. Класс, предпочитающий только лук и магические стрелы . Очень большой урон при критическом попадании, высокая скорость атаки и скорость восстановления умений. Весьма уязвим в ближнем бою. Имеет способность к восстановлению своего, а также чужого здоровья. Владеет всеми видами стрелкового оружия с 50 уровня может превратить свой лук в 2 пистолета, а со 130 под действием темной силы овладевает астральным автоматом.

### Ассасин
Воин, предпочитающий два оружия: мечи или катаны. Благодаря ловкости может увернуться от опасных ударов. Имеет практически те же навыки, что и воин, но уступает последнему в силе, поэтому проигрывает PvP. В PvE и войне наций тоже не особо востребован, но, имея отличный боевой режим 2, наносит большой ущерб противнику. Частенько его отправляют первым на боса из-за его навыка абсолютного уклонения от ударов- интуиция, т.е какое-то время вы можете её использовать чтобы передохнуть и восстановить запас здоровья

### Маг
Класс с малым количеством хп и защиты. Маг способен атаковать как с расстояния, так и вблизи, может бафать других персонажей. Также является самым подвижным классом (быстрее всех прибегает к нужному месту). Обладает тремя групповыми навыками, позволяющими повысить сопротивление силе и сопротивление шансу критического удара, частично восстановить хп, но самое главное — баф, восстанавливающий очки духа. (Эти очки используются для включения боевых режимов и аур, которые временно усиливают персонажей всех участников группы, что полезно в PvP, войне Наций и в подземельях). Маг являлся и по сей день является самым востребованным персонажем благодаря его главному бафу восстановления очков духа.

### Ведьмак
Класс, созданный для PvP и отлично подходящий для PvE. Может изучить массу умений, направленных на остановку, замедление или кражу хп/мп. Слаб для войны нации, так как на войне крайне редко можно сразиться 1-1. Но если нужно убежать, у него есть и массовые дебафы. Ведьмак персонаж пассивного действия благодаря его магии(дебафы)ведьмака очень трудно победить если учесть схватку 1 на 1. Очень хорош для игры в дуо с магом.

### Защитник
Пожалуй, единственный класс, который может не беспокоиться о защите. У него очень большое количество защиты в сравнении с воином 1/4, из-за этого этим классом легко играть. Предпочитает щит и меч, возможно, катану. Несмотря на большую защиту, слаб в PvP, но востребован игроками из-за направления в крит ударах (баф дающий 25 % шанса крит удара, и 45 % крит урона) полезен в PvE и войнах наций. Так же, как и все классы, имеет групповой навык, который предохраняет от любых повреждений в течение действия навыка или пока не нанесут урон в размере 8000 единиц урона. Так же как и Ст может восстанавливать свой запас хит-пойнтов, но реже.

## Нация
Когда игрок достигает 52 уровня, ему предлагается выбрать одну из противоборствующих наций : «Капелла» или «Процион», чтобы в специальных залах соревноваться между собой. Также, игрок повторно может сменить или выбрать ту же нацию на 98 уровне.
Война начинается с телепортирования игрока в зал ожидания. Там даётся 4 минут на то, чтобы игрок собрал или вступил в какую-либо группу, пополнил запас зелий и побафил себя и группу (баф лучше кидать в последнюю минуту). По истечении 4-ти минут, до 100 человек от каждой нации перемещаются на поле боя (остальные игроки остаются в очереди зала ожиданий и ждут пока кто-нибудь выйдет). На поле боя есть центр, базы двух наций, а также ещё несколько контрольных точек. Захват точек приносит вашей нации очки так же, как и убийство врагов. Нейтральные точки охраняют нпс стражи — малый, средний и большой. После захвата точки создается страж той или иной нации, но овладение центром или базой противника не приносит победы. Достигается же она путём захвата всех точек, либо удержанием большинства на вашей стороне до окончания войны. Длительность баталии — 1 час.

## Локализация на Steam
18 февраля 2016 года Кабал Онлайн вышла в стиме с поддержкой английского и испанского языка. Был открыт новый сервер Atlas. В 2021 году Steam локализация прекратила свою работу, а сервер Atlas был перенесен на NA локализацию.